# 1 Pułk Pancerny (PSZ)

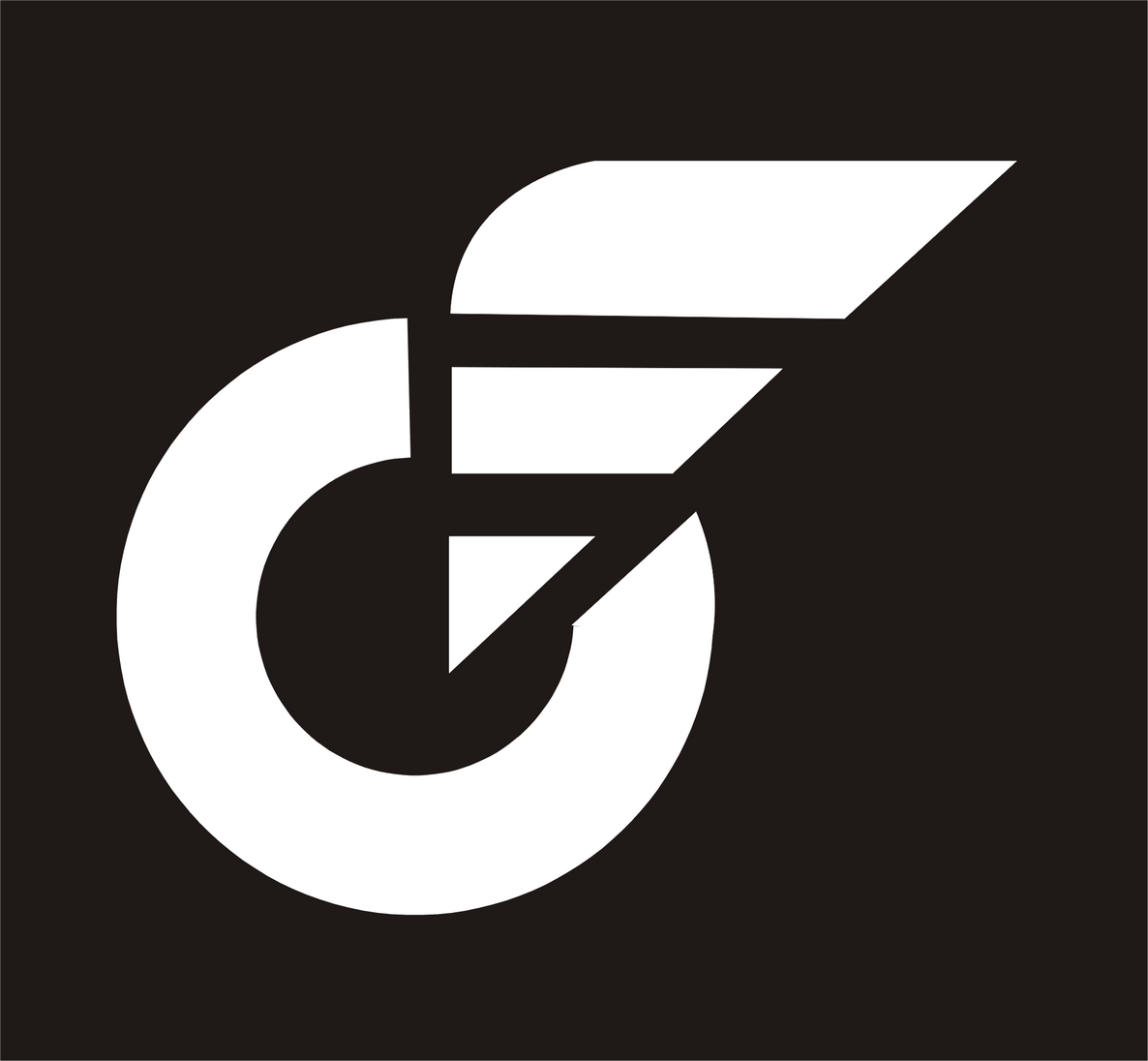
Tablica rozpoznawcza pojazdów WP

1 Pułk Pancerny (1 ppanc) – oddział broni pancernej Polskich Sił Zbrojnych.

## Sformowanie i zmiany organizacyjne
12 sierpnia 1942 roku dotychczasowy 65 batalion czołgów został przeformowany w 1 pułk pancerny. Nawiązywał do 1 batalionu czołgów tworzonego w listopadzie, a zorganizowanego 2 grudnia 1939 roku w Campebec, w Bretanii. 
Początkowo był jednostką  16 Brygady Pancernej, walczył jednak w składzie 10 Brygady Kawalerii Pancernej.
Swoje święto obchodził 19 sierpnia, w rocznicę bitwy w Normandii o wzgórze 262 (Maczugę).

## Działania bojowe pułku
1 pułk pancerny przerzucony został do Francji 30 i 31 lipca 1944 roku na pokładach sześciu barek. Jeszcze w Wielkiej Brytanii, w czasie marszu do miejsca załadunku, spalił się czołg obrony przeciwlotniczej. Rzut gąsienicowy wylądował na wybrzeżu 30 lipca wieczorem, natomiast rzut kołowy następnego dnia około 7:00. Rejon koncentracji pułk osiągnął o 20:00. 2 sierpnia dowódca pułku zameldował do sztabu 10 Brygady Kawalerii Pancernej osiągnięcie całością pułku rejonu wyjściowego do działań. Stan pułku wynosił 43 oficerów i 624 szeregowych. Skoncentrowany w rejonie wyjściowym do natarcia pułk 7 sierpnia posiadał w szykach bojowych 53 czołgi Sherman, 3 czołgi ewakuacyjne Sherman ARV, 11 czołgów Stuart, 6 czołgów przeciwlotniczych Crusader, 9 samochodów opancerzonych Scout-Car i 7 transporterów opancerzonych Half-Truck. 

### Bitwa o Normandię
8 sierpnia 1944 roku 1 pułk pancerny wszedł w styczność bojową z obroną niemiecką około południa, osłaniając 10 BKPanc. na wysokości Tilly-la-Campagne, tracąc 2 czołgi Sherman i 1 samochód opancerzony Scout-Car na minach. 9 sierpnia zamienił w pierwszym rzucie brygady bratni 2 pułk pancerny. Prowadząc natarcie zajął Cauvicourt, następnie w walce o wzg. 94. w trakcie dalszego natarcia natknął się w miejscowości Soignolles na silną obronę przeciwpancerną. Z uwagi na powyższe 1 i 2 szwadronami oskrzydlił miejscowość od zachodu zdobywając wzg. 111 znajdujące się na wschodnich podejściach do wzg. 140. Ze względu na silną obronę wroga i liczną broń przeciwpancerną oraz brak własnej piechoty szwadrony po wzięciu jeńców wycofały się na wzg. 94. Pułk poniósł ciężkie straty - 14 poległych i 15 rannych, spłonął wraz z czołgiem zastępca dowódcy pułku mjr M. Malinowski oraz zniszczonych zostało 15 czołgów. Po osiągnięciu rejonu Rénémesnil przez pułk dołączyło do niego ok. 100 odbitych z niewoli i ukrywających się w okolicy żołnierzy kanadyjskich. Od 10 sierpnia pułk przebywał na wypoczynku i reorganizacji.  

### Bitwa pod Falaise
15 sierpnia maszerując na czele kolumny 10 BKPanc. współdziałając z 1 szwadronem 10 pułku dragonów osiągnął Hutmesnil, Soignolles, Rouvres. Zajął rejon Vendeuvre i  16 sierpnia poprzez bród przekroczył rzekę Dives. 17 sierpnia prowadził natarcie za grupą bojową "Zgorzelski", a następnie za grupą bojową "Koszutski". Prowadząc walki dotarł do wzg. 159 i 259 luzując na nich grupę bojową "Koszutski". Dnia 18 sierpnia pancerni 1 pułku wraz z częścią batalionu strzelców podhalańskich kontynuowali natarcie konwojując zaopatrzenie dla grupy bojowej 2 Pułku Pancernego w kierunku kompleksu wzgórz nazywanych "Maczugą" zdobył wzg. 258. W późnych godzinach popołudniowych został zaatakowany przez alianckie lotnictwo taktyczne, w wyniku ataku utracił prawie całe zaopatrzenie. Wieczorem wykonał natarcie zdobywając wzg. 240 na którym wziął do niewoli jeńców. Od dwóch dni 1 pułk pancerny był wspierany przez batalion strzelców podhalańskich. Następnego dnia w południe czołgi pułku uchwyciły północną część wzg. 262 i pułk przeszedł na nim do obrony wraz z bspodh. Nocą obronę pancerniaków i Podhalan wzmocnił 9 batalion strzelców. Rano 20 sierpnia rejon obrony na północnym wzg. 262 (Maczudze) objęła również grupa bojowa "Koszutski". Do 22 sierpnia pułk bronił zajętych pozycji przed ciągłymi natarciami niemieckich wojsk usiłującymi wydostać się z okrążenia, a także próbujących przyjść im z pomocą. Tego dnia pancerni 1 pułku zajęli obronę na południowej części wzg. 262, następnego dnia zostali wycofani na wypoczynek i uzupełnienie do miejscowości Grandmesnil. Straty poniesione od 8 do 26 sierpnia to 24 poległych, 52 rannych i 28 zaginionych.  

### Pościg i walki w Belgii
29 sierpnia pułk osiągnął stan 32 oficerów i 559 szeregowych oraz posiadał w linii sprawne 43 czołgi Sherman, 6 Stuart i 6 plot. Crusader. Tego dnia 1 pułk pancerny wraz z 10 pułkiem dragonów, I dywizjonem samobieżnym 1 pappanc. i dywizjonem 1 pamot. rozpoczął jako grupa taktyczna mjr Zgorzelskiego marsz w charakterze oddziału przedniego dywizji, za uchodzącym nieprzyjacielem osiągając Valailles, nazajutrz Elbeuf. 31 sierpnia przekroczył Sekwanę, a 1 września wszedł w styczność bojową z przeciwnikiem. Dnia 2 września 1944 r. pułk stoczył walkę o przeprawy na Sommie w pobliżu miejscowości Goye, zdobywając ją w godzinach wieczornych. Następnie kontynuował pościg osiągając 6 września granicę francusko-belgijską, oraz w walkach oskrzydlił obronę niemiecką na południe od Ypres. Nazajutrz 1 pułk pancerny prowadził dalsze natarcie w kierunku miast Roulers i Thielt. 8 września dokonał dalekiego obejścia od wschodu obrony zorganizowanej w oparciu o te miasta, napotykając w uchwyconym Ruysselede maszerującą kolumnę wojsk nieprzyjacielskich, którą zniszczył. Wieczorem pancerniacy zostali wycofani na odpoczynek, konserwację i naprawę sprzętu do Poucques. Dotychczasowe działania pułku przyniosły dalsze straty, a stan oddziału wynosił na 12 września 29 oficerów i 475 szeregowych, stan czołgów, to; 42 Shermany, 5 Stuart i 4 Crusader.  

### Walki na pograniczu Belgii i w Holandii
W tym samym dniu 1 pancerny wykonał marsz do frontowy poprzez Gandawę i Lokeren, osiągając czołowym 3 szwadronem Beveren-Waas i rozpoznając kierunek na Stekene w dniu następnym. 14 września, 2 szwadron pułku wspólnie z batalionem strzelców podhalańskich zdobył w walce Stekene. Pułk pozostał w obronie rejonu zdobytego miasta, od 17 września przechodząc do wsi Sint-Gillis-Waas utrzymując linię frontu i patrolując przedpole. Częścią sił pułku w dniach 19 i 20 września pancerniacy wykonali marsz do Axel i Boschkapelle na terenie Holandii. Z uwagi na brak zorganizowanego oporu, pancerniacy powrócili w całości do poprzedniego rejonu w Sint-Gillis-Waas, na wypoczynek i reorganizację, w trakcie której likwidacji uległ pluton czołgów plot. Crusader. Stan czołgów wynosił 35 Sherman i 6 Stuart. Następnie od 28 września do 5 października 1944 roku 1 Pułk Pancerny uczestniczył w walkach o opanowanie Baarle-Nassau. Po chwilowym wypoczynku ponownie brał udział w ostatniej dekadzie października w walkach o Bredę, a na początku listopada w walkach w rejonie Made. Pod Bredą 29 października poległ zastępca dowódcy pułku mjr M. Bartosiński. Od 5 listopada 1944 r. pancerniacy wraz z innymi jednostkami dywizji dozorowali front na rzece Moza. Rotacyjnie pełniona służba patrolowa i dozorowa w obronie pod ogniem artylerii wroga, doprowadziła do odparcia wypadów zza rzeki. Ponadto rotacyjnie zmienianym pododdziałom pułku pozwoliła na wymianę czołgów na nowe, uzupełnienie stanów osobowych i szkolenie. W zależności od sytuacji pułk zmieniał też odcinki dozorowania i stacjonowania i tak: 6-17 listopada Moerdijk, 18 listopada - 19 grudnia 1944 Oosterhout, 20 grudnia 1944 - 5 stycznia 1945 r. Dongen, 6 stycznia - 18 lutego odpoczynek i od 19 lutego - 7 kwietnia Dongen. 

### Walki we wschodniej Holandii i w Niemczech
Wieczorem 7 kwietnia 1945 roku kolumna pułku dołączyła do ugrupowania marszowego 1 DPanc. następnego dnia przekraczając Ren. Maszerujący pułk w siłach głównych dywizji nie miał styczności z nieprzyjacielem, jego marszruta wiodła przez Almelo, Razel, Coevorden, Emmen, Ter Apel, Haren w Holandii i Melstrup w Niemczech osiągając 14 kwietnia broniony Küsten Kanal. Do 19 kwietnia pułk prowadził ostrzał pozycji wroga i prowadził działania demonstrujące. 19 kwietnia 1 Pułk Pancerny wzmocniony dwoma kompaniami strzelców podhalańskich prowadząc natarcie opanował miejscowość Lehe i dotarł do rzeki Dever, biorąc do niewoli 6 oficerów i 467 szeregowych z batalionu piechoty morskiej. 20 kwietnia pułk wraz z 3 i 4 kompaniami podhalan po ciężkiej walce opanował miasto Aschendorf, biorąc dalszych jeńców. Następnie po pościgu pancerniacy zdobyli miasteczka Nenndorf i Tunxdorf biorąc do niewoli kompanię niemiecką. 21 kwietnia poprzez zajęty przez inne oddziały most w Papenburgu pułk podjął dalsze natarcie wzdłuż rzeki Ems w kierunku Ihrhove i Ihren. Prowadzone natarcie z uwagi silną obronę, straty i zapadające ciemności zostało zatrzymane. Nieprzyjaciel pod osłoną nocy wycofał się, a szwadrony 2 i 3 zajęły nazajutrz przedmioty natarcia bez walki, podjęty pościg doprowadził do osiągnięcia linii rzeki Ledy. Na osiągniętej rubieży pułk pozostał w obronie do 29 kwietnia. 30 kwietnia pułk przeprawił się przez Ledę na zdobytym przyczółku kanadyjskiej 3 DP i 1 maja opanował w walce miejscowość Filsum. 2 maja pancerniacy prowadzili walki na wschód od Hesel we współdziałaniu z batalionem strzelców podhalańskich, rozbili broniące rejonu Detern, Stickhausen pododdziały 365 i 367 morskiego batalionu fortecznego. 1 pułk  ze wsparciem 1 szwadronu dragonów utorował sobie drogę do Halsbebek i pomimo strat zdobył miasto rozpoznając w kierunku Bredehorn oraz opanował 3 km za miastem skrzyżowanie dróg i torów kolejowych. 4 maja pułk kontynuował natarcie w kierunku północnym na Neuenburg. Prowadzone przez pułk natarcie natknęło się  jednak na zniszczenia dróg, wysadzone mosty i przepusty, pola minowe oraz ogień artylerii ciężkiej wroga. Przeszkody i miny musieli neutralizować i naprawić saperzy. Natarcie dotarło do wsi Astederfeld leżącej 3 km od Neuenburga.  Dalsze natarcie zostało wieczorem 4 maja zatrzymane. 5 maja 1945 r. o godz. 8.00 nastąpiło zawieszenie broni i koniec działań bojowych 1 Pułku Pancernego.    

## Pancerniacy po wojnie
5 maja pułk zajął miasto Cleverns i rozpoczął rozbrajanie wojsk niemieckich i okupację terenu. Zadaniem jego było oczyszczanie terenu z niedobitków, rozbrajanie osób i terenu z broni i amunicji, wyłapywanie przebranych żołnierzy i funkcjonariuszy hitlerowskich, egzekwowanie zarządzeń i warunków kapitulacji w tym ustalonej godziny policyjnej. W tym rejonie pułk pozostał do 20 maja, następnie w innym miejscu prowadził okupację północno-zachodnich Niemiec.  W czasie dziewięciomiesięcznej kampanii 1944-1945 pułk poniósł następujące straty w ludziach: poległych 10 oficerów i 46 szeregowych, 26 oficerów i 121 szeregowych rannych oraz 4 szeregowych zaginionych. Utracono jako zniszczone 53 czołgi Sherman, 4 czołgi Stuart. Wzięto do niewoli 2585 jeńców. Otrzymano odznaczenia polskie: 24 Krzyży VM Vkl, 197 KW, 68 KZ z M, zagraniczne: 1 DSO, 2 MC, 1 DCM, 2 Croix de Guerre i inne. W czerwcu 1947 pułk został przetransportowany do Wielkiej Brytanii i tam rozwiązany, a żołnierze włączeni do PKPR.

## Żołnierze pułku
Dowódcy batalionu i pułku
- mjr Leonard Furs-Żyrkiewicz (2 XII 1939 - 27 V 1940)
- mjr Stanisław Gliński (27 V - 15 VI 1940)
- ppłk dypl. Tadeusz Adam Majewski (15 - 17 VI 1940)
- mjr Henryk Świetlicki (VIII 1940 - 16 V 1942)
- ppłk Bolesław Sokołowski (3 VI 1942 - 15 XI 1943)
- mjr/ppłk Aleksander Stefanowicz (15 XI 1943 - 10 VI 1947)

Zastępca dowódcy pułku
- mjr Mieczysław Malinowski (do †9 VIII 1944)
- kpt. / mjr Marian Bartosiński (12 VIII 1944 - †29 X 1944[17])
- kpt. / mjr Roman Proszek (od 1 XI 1944)

Adiutanci Pułku
- por. Leon Kowalczyk (do 11 VIII 1944[17])
- ppor. Zbigniew Bachurzewski (od 11-12 VIII 1944[17])
- ppor. Jan Potworowski (od 12 VIII[17])

Dowódca szwadronu dowodzenia
- kpt. Cezary Masalski

Dowódca 1 szwadronu
- por./kpt. Władysław Limberger

Dowódcy 2 szwadronu
- kpt. Marian Bartosiński (do 11 VIII 1944[17])
- por./kpt. Leon Kowalczyk (od 11 VIII 1944[17])

Dowódcy 3 szwadronu
- kpt. Roman Proszek (do 31 X 1944)
- por. Konrad Bohdanowicz (1 XI 1944[18])
- kpt. Jan Meisnerowicz (do 21 IV 1945)

Kawalerowie Virtuti Militari
Żołnierze pułku odznaczeni Krzyżem Srebrnym Orderu Virtuti Militari za kampanię 1944-1945
- ppłk Stefanowicz Aleksander
- ks. kap. Rembowski Szczepan
- kpt. Kowalczyk Leon
- kpt. Limberger Władysław
- kpt. Meisnerowicz Jan
- por. Bachurzewski zbigniew
- por. Bohdanowicz Konrad
- por. Marcinkowski Bronisław
- por. Miś Sebastian
- por. lek. Seid Henryk
- por. Sichulski Jerzy
- ppor. Kozień Marian
- ppor. Lewicki Zdzisław
- ppor. Sołtys Henryk
- ppor. Zamecznik Władysław
- plut. Romaniak Józef
- st. strz. Gabalewicz Władysław
- st. strz. Kuź Władysław
- strz. Bednarczyk Bolesław

Pośmiertnie:
- mjr. Marian Bartosiński
- kpt. Leon Hertz
- ppor. Zygmunt Wnęk
- ppor. br. panc. Maria Andrzej Poniatowski
- kpr. pchor. Smolny Kazimierz

## Struktura organizacyjna
w 1944
Dowództwo
- pluton czołgów dowodzenia
- szwadron dowodzenia
  - pluton łącznikowy
  - pluton rozpoznawczy
  - pluton czołgów plot
  - pluton techniczno-gospodarczy
- trzy szwadrony liniowe[b]
  - pluton czołgów dowodzenia
  - cztery plutony czołgów
  - pluton techniczno-gospodarczy

Do pułku były przydzielone na zasadzie przydziału stałego: pluton łączności i lekka czołówka naprawcza.
Pułk posiadał :
- oficerów - 34
- szeregowych - 596

Sprzęt:
- czołgi średnie - 52
- czołgi lekkie – 11

## Symbole pułku
Sztandar

Sztandar ufundowany został przez społeczeństwo belgijskiego miasta Sint-Niklaas Waas i  wręczony 3 marca 1946. Wykonano go w Belgii według projektu  kpr. Tadeusza Głębockiego z 2 Pułku Pancernego. 17 września 1967 sztandar udekorowany został orderem Virtuti Militari V klasy.
Na lewej stronie płatu sztandaru: 
- w prawym górnym rogu na tarczy - odznaka pamiątkowa
- w lewym górnym rogu  - herb miasta Sint Niklaas Waas
- w prawym dolnym rogu - tarcza bez emblematu
- w lewym dolnym rogu - tarcza bez emblematu
- na górnym ramieniu krzyża kawalerskiego napis: "Francja 1940, Francja 1944, Belgia 1944"
- na lewym ramieniu napis: "Holandia 1944-45"
- na prawym ramieniu napis: "Niemcy 1945".

Strony prawe wszystkich sztandarów oddziałów 1 Dywizji Pancernej były jednakowe, według wzoru obowiązującego w PSZ.  W czterech rogach na tarczach umieszczona jest cyfra 1. 
Widnieje ona również na przedniej ścianie podstawy orła. 
Obecnie sztandar eksponowany jest w Instytucie Polskim i Muzeum im. gen. Sikorskiego w Londynie.
Odznaka pamiątkowa

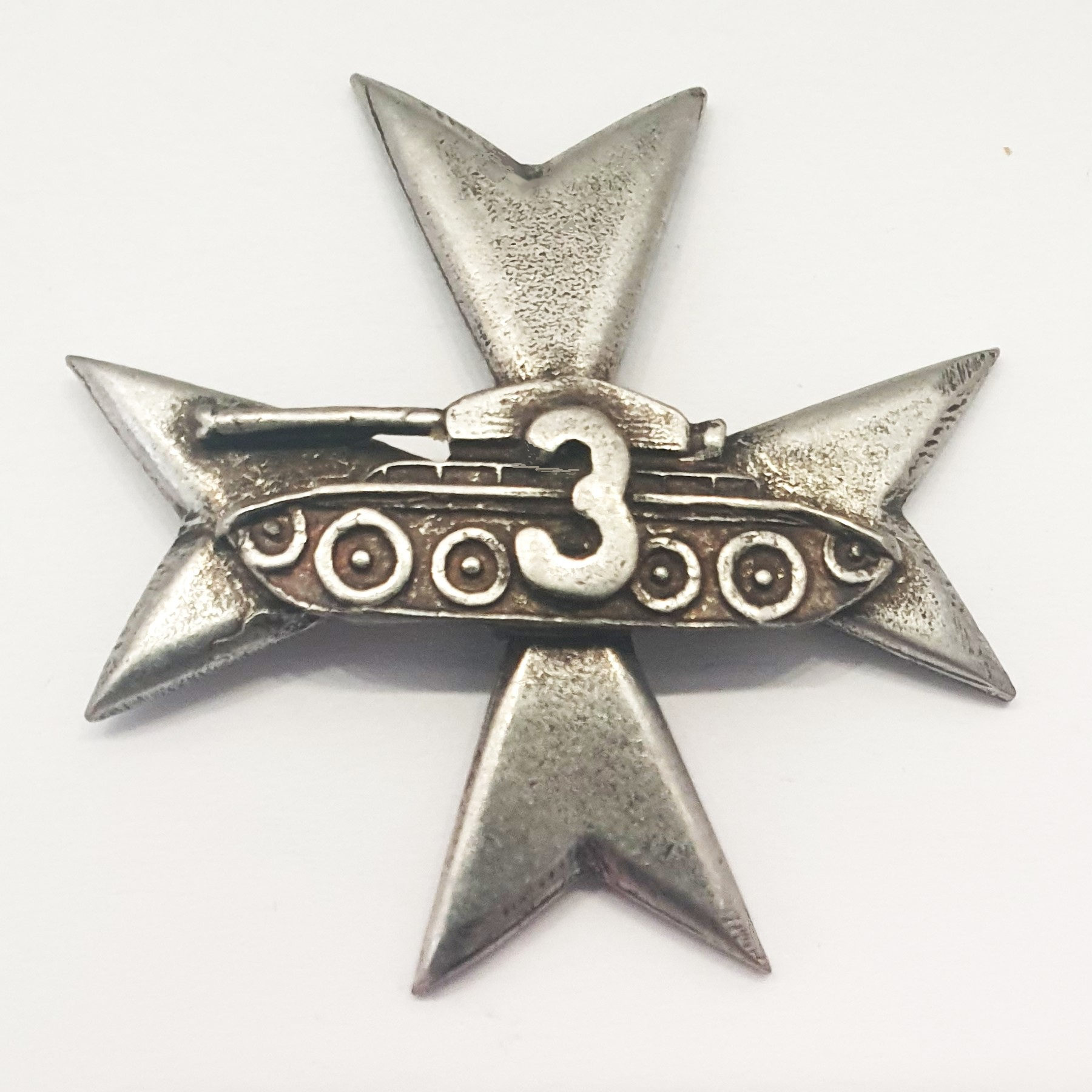
Odznaka 3 szwadronu

Zatwierdzona Dz. Rozk. NW nr 4, poz. 42 z 10 października 1943 roku
Odznaka w kształcie krzyża, na który nałożona jest sylwetka czołgu Crusader widzianego z boku. Na czołgu wytłoczony numer 1. Wykonana w białym metalu, mocowana gładką nakrętką. Wymiary: 41 × 41 mm. 

Istniały też niezatwierdzone odznaki szwadronów z cyfrą odpowiednio 1, 2 i 3.  
Odznaka honorowa
Na lewym ramieniu pleciony sznur pomarańczowy.
Odznaka specjalna
Obywatele Saint Nicolas uhonorowali pułk odznaką specjalną w postaci herbu tego miasta. Zezwolenie na noszenie jej wydał szef Sztabu Głównego pismem z 20 listopada 1945 roku. Na jasnoniebieskiej tarczy znajdowała się postać św. Mikołaja w infule z pastorałem koloru przyciemnionego złota, a w górnej części tarczy fragment złotej korony na tle koloru khaki. Odznaka mogła być noszona na prawym rękawie kurtki i płaszcza 4 cm poniżej naszywki „Poland".

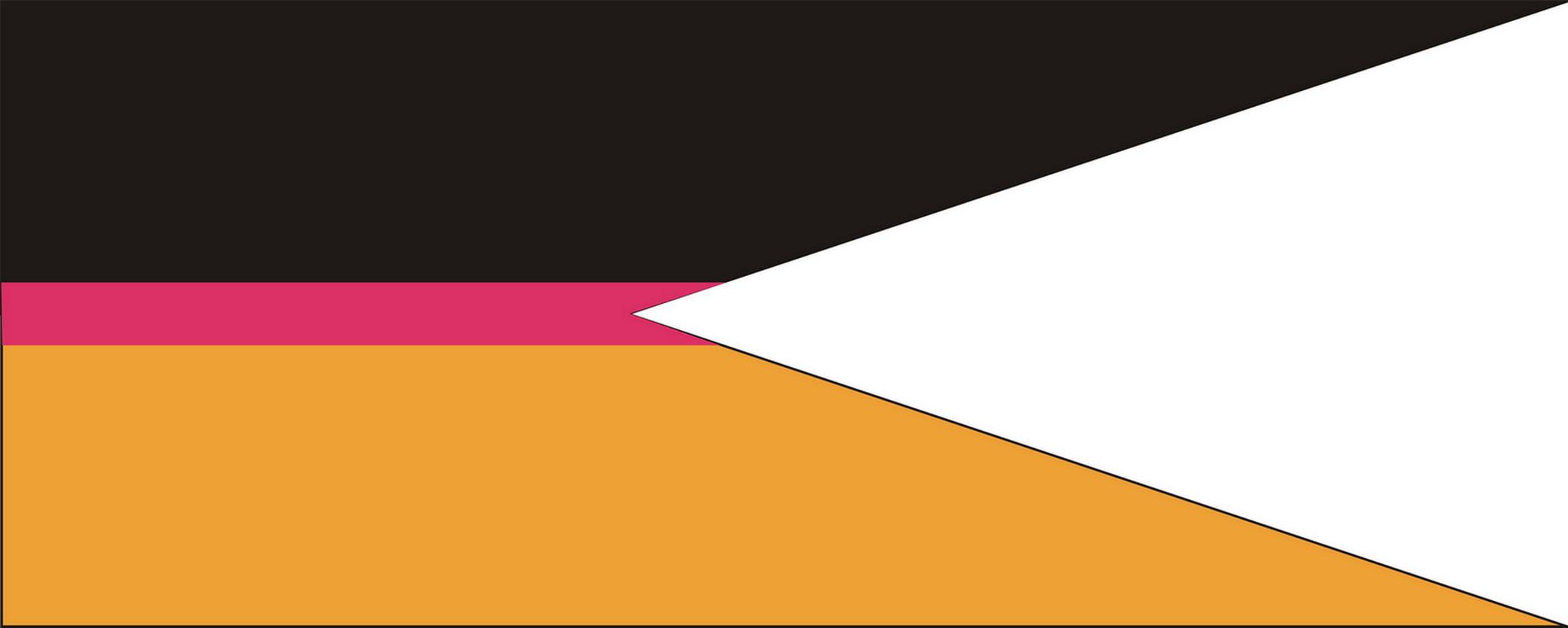
Proporczyk pułku
Proporczyk kroju kawaleryjskiego czarno-pomarańczowe z amarantowym (w rzeczywistości pąsowym) paskiem przez środek.
Oznakowanie czołgów
W 1 ppanc, z lewej i prawej strony wieży, malowano czerwone figury geometryczne:
- szwadron dowodzenia – romb;
- 1 szwadron – trójkąt;
- 2 szwadron – kwadrat;
- 3 szwadron – koło/okrąg.